# Jaskier wielolistny
Jaskier wielolistny (Ranunculus millefoliatus Vahl) – gatunek rośliny z rodziny jaskrowatych (Ranunculaceae Juss.). Występuje naturalnie we wschodniej i środkowej części Europy Południowej. Według niektórych źródeł występuje również w Azji Zachodniej i Afryce Północnej. 

## Rozmieszczenie geograficzne
Rośnie naturalnie we Włoszech (łącznie z Sycylią), Grecji, na Bałkanach oraz Cyprze. We Francji jest bardzo rzadko spotykany. Został zaobserwowany tylko na małym obszarze w departamencie Var, w gminie Solliès-Toucas. 

## Morfologia
PokrójNiska bylina o owłosionych i słabo rozgałęzionych pędach. Dorasta do 10–30 cm wysokości.
LiścieSą podwójnie lub potrójnie pierzaste – zwłaszcza liście odziomkowe. Liście łodygowe są siedzące lub osadzone na krótkim ogonku liściowym.
KwiatyMają żółtozłotą barwę. Dorastają do 15–30 mm średnicy. Działki kielicha są rozłożone, nagie i często zabarwione na brązowo. Słupki są liczne i mają podłużnie owalne główki.
OwoceNiełupki o cylindrycznym kształcie.

## Biologia i ekologia
Rośnie na trawiastych pagórkach, łąkach i terenach skalistych. Kwitnie od lutego do maja. 